# South Dakota State University
South Dakota State University är ett offentligt forskningsuniversitet i Brookings i South Dakota.
Lärosätet grundades 1881 som Dakota Agricultural College. South Dakota blev delstat år 1889 och namnet ändrades till South Dakota Agricultural College. Namnet ändrades vidare 1907 till South Dakota State College of Agriculture and Mechanic Arts. Det nuvarande namnet South Dakota State University togs i bruk 1964.

## Personer med koppling till universitetet

### Kända alumner och forskare

#### Näringsliv
- Gene Amdahl, entreprenör

#### Politik och samhälle
- Tom Daschle, politiker, representanthusledamot, senator
- Frank Denholm, politiker, representanthusledamot
- Kristi Noem, politiker, representanthusledamot, South Dakotas guvernör, USA:s inrikessäkerhetsminister
- Ben Reifel, politiker, representanthusledamot